# یواس‌اس پاشماتاها (وای‌تی‌بی-۸۳۰)
یواس‌اس پاشماتاها (وای‌تی‌بی-۸۳۰) (به انگلیسی: USS Pushmataha (YTB-830)) یک کشتی بود که طول آن ۱۰۸ فوت (۳۳ متر) بود. این کشتی در سال ۱۹۷۴ ساخته شد.